# Afrobystra meridionalis
Afrobystra meridionalis är en stekelart som beskrevs av Heinrich 1968. Afrobystra meridionalis ingår i släktet Afrobystra och familjen brokparasitsteklar. Inga underarter finns listade i Catalogue of Life.